# Graphic Thought Facility
Graphic Thought Facility (скорочено GTF) — лондонська агенція графічного дизайну, заснована 1990 року випускниками Королівського коледжу мистецтв Полом Нілом, Найджелом Робінсоном та Енді Стівенсом. У 1993 році Найджел залишив агенцію, щоб зайнятися сольним проєктом, і його замінив Х’ю Морган.
З моменту заснування компанія працювала з численними клієнтами, серед яких магазини Habitat, Музей науки, Tate, One Little Indian Records та арт-журнал Frieze.
Graphic Thought Facility брала участь у багатьох виставках, включаючи GTF: 50 Projects (DDD, Осака, 2006), The/Le Garage (у співпраці з Полом Елліманом, 15-й Міжнародний фестиваль афіші та графічних мистецтв, Шомон, 2004) та Communicate: Independent British Graphic Design since the Sixties (Барбікан, Лондон, 2004).
У 2008 році виставка «Graphic Thought Facility - Resourceful Design» стала першою в історії Чиказького художнього інституту виставкою, присвяченою результатам роботи однієї студії графічного дизайну.